# Jerzy Bielecki (Politiker)

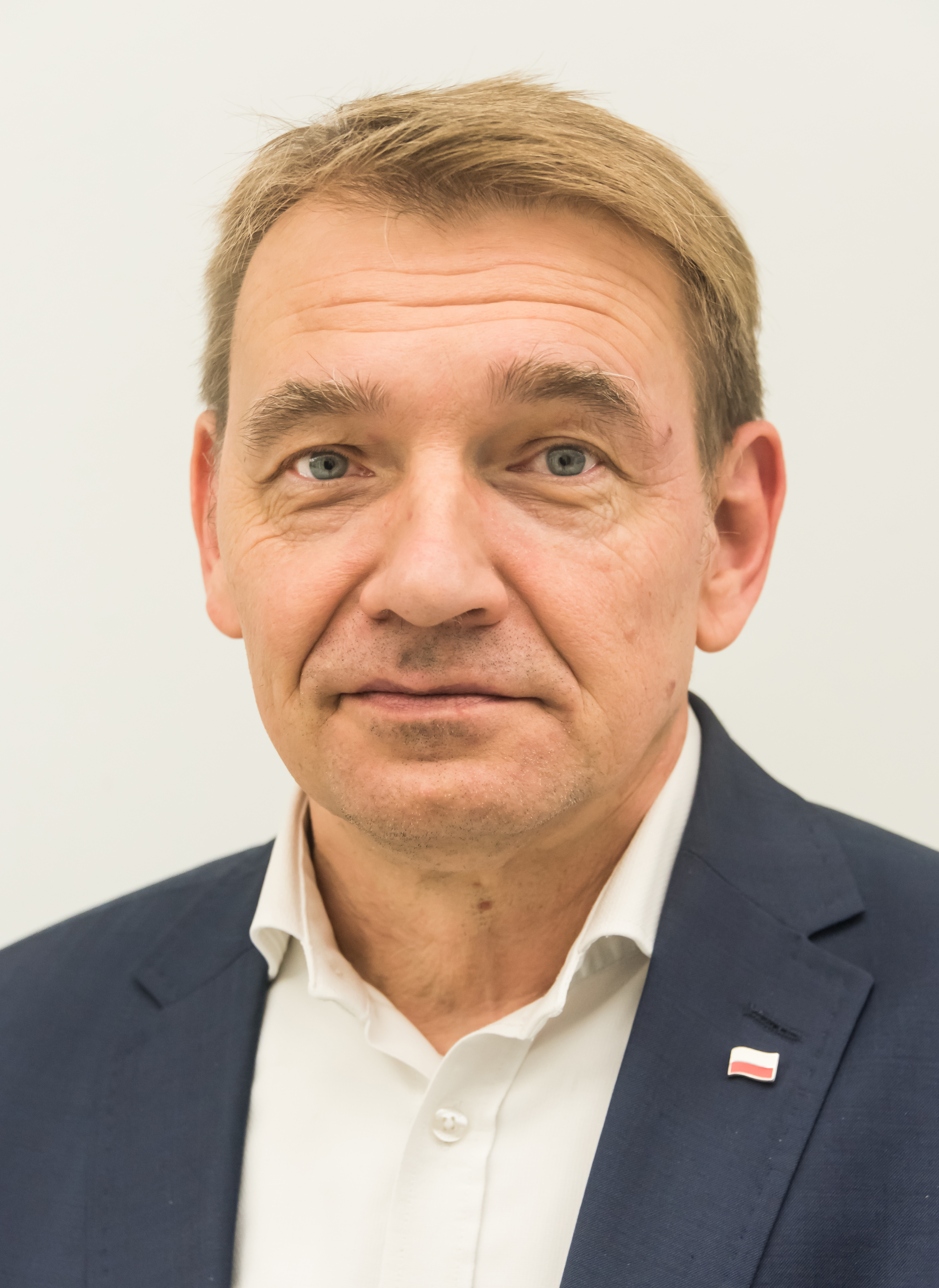
Jerzy Bielecki (2022)

Jerzy Feliks Bielecki (* 19. November 1969 in Janów Lubelski) ist ein polnischer Politiker (SKL, PiS). Er war von 2005 bis 2007 sowie von 2015 bis 2022 Abgeordneter des Sejm in der V., VIII. und IX. Wahlperiode. 

## Leben und Beruf
Bielecki schloss 1993 ein Studium der Elektrotechnik an der Technischen Universität in Rzeszów ab. Später absolvierte er Aufbaustudiengänge in Glasfasertelekommunikation an der Technischen Universität Lublin und in Haushaltsbuchhaltung an der Verwaltungshochschule ebendort. 2010 erwarb er an der TU Lublin auch noch einen Master of Business Administration. Er arbeitete bis 2005 bei Telekomunikacja Polska. Im November 2022 wurde er Direktor beim Energiekonzern PGE Polska Grupa Energetyczna. Er ist verheiratet.

## Politik
Bielecki gehörte zunächst der Stronnictwo Konserwatywno-Ludowe an, bevor er der Prawo i Sprawiedliwość (PiS) beitrat. Er war Mitglied des Rates der Gmina Janów Lubelski. Er wurde für die PiS bei der Parlamentswahl im Jahr 2005 mit 4.748 Stimmen aus dem Wahlkreis 6 Lublin gewählt. Bei der Parlamentswahl 2007 verpasste er die Wiederwahl. Stattdessen wurde er bei den Selbstverwaltungswahlen 2010 und 2014 jeweils in den Rat des Powiat Janowski gewählt. Nach den Wahlen wurde er vom Rat jeweils zum Starosten gewählt. Nach der Parlamentswahl 2015 kehrte er in den Sejm zurück. Bei der Sejmwahl 2019 gelang ihm die Wiederwahl. Im November 2022 legte er sein Mandat nieder.